# Gunnar Bråthen
Gunnar Bråthen (* 7. Oktober 1896 in Hole; † 7. Juni 1980) war ein norwegischer Gewerkschafter und Politiker der Arbeiderpartiet (Ap). Er war zwischen 1945 und 1950 der stellvertretende Vorsitzende der Landsorganisasjonen i Norge. Von August 1955 bis April 1959 war er der Minister für Löhne und Preise seines Landes.

## Leben
Bråthen besuchte eine technische Abendschule und schloss 1917 die Ausbildung zum Wickler ab. Im Jahr 1919 fungierte er als Sekretär der Jugendorganisation Arbeidernes Ungdomsfylking (AUF). Von 1922 bis 1925 war er Stadtrat von Kristiania (heute Oslo). Zu dieser Zeit saß er auch im Vorstand des norwegischen Eisen- und Metallarbeiterverbundes (Norsk Jern- og Metallarbeiderforbund). Anschließend war er in diesem Verband bis 1931 als Sekretär tätig. Zwischen 1931 und 1938 arbeitete er als Sekretär beim Verbund der Gewerkschaften in der Provinz Hedmark. Danach war er bis 1941 beim Gewerkschaftsdachverband Landsorganisasjonen i Norge (LO) als Sekretär für die Region Nordnorwegen zuständig. Während des Zweiten Weltkriegs wurde er im Polizeihäftlingslager Grini inhaftiert. Nach Ende des Kriegs wirkte er bis 1950 als Sekretär und stellvertretender Vorsitzender der LO.
Gunnar Bråthen war in den Jahren 1949 bis 1957 Mitglied im Vorstand der Arbeiderpartiet. Im Jahr 1950 übernahm er den Posten als Direktor der Behörde Arbeidsdirektoratet. Am 1. August 1955 wurde er zum Minister für Löhne und Preise in der Regierung Gerhardsen II ernannt. Das entsprechende Ministerium war zu diesem Zeitpunkt neu gebildet worden. Bråthen übte dieses Amt bis zum 9. April 1959 aus. Seinen Rücktritt begründete er damit, dass er es als unhaltbar ansähe, dass sein Posten als Direktor des Arbeidsdirektoratets während seiner Regierungsmitgliedschaft nur kommissarisch besetzt sei und er sich deshalb aus einem der beiden Ämter zurückziehen müsse. Bei der Behörde arbeitete er schließlich bis 1963 weiter als ihr Direktor. Bråthen war zudem zwischen 1961 und 1968 Vorsitzender des Yrkesopplæringsrådet, dem Berufsbildungsrates.

## Werke
- 1946: Fagorganisasjon og samfunnet